# Chusquea baculifera
Chusquea baculifera là một loài thực vật có hoa trong họ Hòa thảo. Loài này được Silveira mô tả khoa học đầu tiên năm 1919.